# Ford Sterling
Pour les articles homonymes, voir Sterling et Ford.
George Franklin Stich, connu sous le nom de scène Ford Sterling (né le 3 novembre 1883 à La Crosse, Wisconsin aux États-Unis et mort le 13 octobre 1939 à Los Angeles, en Californie) est un acteur et réalisateur américain du cinéma muet.

## Biographie
Né George Franklin Stich, il s'enfuit adolescent de la maison familiale pour rejoindre le John Robinson Big Top circus dans lequel il est Keno, l'enfant clown. Il poursuit ensuite une carrière théâtrale qui le conduit à Broadway.
Il débute au cinéma à la Biograph Company en 1911 en tournant dans les comédies burlesques de Mack Sennett et fait ainsi la connaissance de Mabel Normand, Henry Lehrman, Fred Mace ou Edward Dillon. Il fait alors partie du groupe de comédiens à suivre Mack Sennett lorsque ce dernier se voit confier la direction de la Keystone Company. Il y devient célèbre pour son rôle du « Chef Teeheezel » dans la série des Keystone Cops en remplacement de Hank Mann.
Acteur très prolifique, il apparaît dans près de 300 films.
Il meurt en 1939 d'une crise cardiaque (à la suite du diabète de longue date) à Los Angeles, en Californie, et est enterré au Hollywood Forever Cemetery.
Pour sa contribution à l'industrie cinématographique, Ford Sterling possède une étoile sur le Hollywood Walk of Fame au 6612 Hollywood Blvd.

## Filmographie

### En tant qu'acteur

#### Biograph Company
- 1911 Dutch Gold Mine (it) de Mack Sennett (court métrage)
- 1911 The Lucky Horseshoe de Mack Sennett (court métrage)
- 1911 Too Many Burglars de Mack Sennett (court métrage)
- 1911 The Inventor's Secret de Mack Sennett (court métrage)
- 1911 Abe Gets Even with Father de Mack Sennett (court métrage) : Abe (non confirmé)
- 1911 Taking His Medicine de Mack Sennett (court métrage) : le médecin
- 1911 A Mix-up in Raincoats de Mack Sennett (court métrage)
- 1912 Did Mother Get Her Wish? de Mack Sennett (court métrage)
- 1912 The Fatal Chocolate de Mack Sennett (court métrage)
- 1912 Tragedy of the Dress Suit (it) de Mack Sennett (court métrage) : le patron de la pension
- 1912 An Interrupted Elopement (it) de Mack Sennett (court métrage) : un des amis de Bob
- 1912 He Must Have a Wife (it) de Mack Sennett (court métrage) : le rival
- 1912 Stern Papa (it) de Mack Sennett (court métrage) : Papa

#### Keystone
- 1912 La Sirène de Mack Sennett (court métrage) : le père de Mack
- 1912 Cohen Collects a Debt (it) de Mack Sennett (court métrage) : Cohen
- 1912 The New Neighbor (it) de Mack Sennett (court métrage)
- 1912 Riley and Schultz (it) de Mack Sennett (court métrage) : Schultz
- 1912 The Beating He Needed de Mack Sennett (court métrage) : The College Boy's Father
- 1912 Pedro's Dilemma de Mack Sennett (court métrage) : The Girl's Father
- 1912 Stolen Glory (it) de Mack Sennett (court métrage) : Captain Warner
- 1912 The Flirting Husband (en) de Mack Sennett (court métrage)
- 1912 Ambitious Butler (it) de Mack Sennett (court métrage) : The Chef
- 1912 Amour et Explosifs de Mack Sennett (court métrage) : l'épicier
- 1912 At Coney Island (en) de Mack Sennett (court métrage) : The Married Flirt
- 1912 Mabel's Lovers (en) de Mack Sennett (court métrage) : Black - Another Suitor
- 1912 At It Again de Mack Sennett (court métrage) : Police Chief Larkin
- 1912 The Deacon's Troubles (it) de Mack Sennett (court métrage)
- 1912 A Temperamental Husband (it) de Mack Sennett (court métrage) : Mr. Brown
- 1912 The Rivals (it) de Mack Sennett (court métrage)
- 1912 Mr. Fix-It (it) de Mack Sennett (court métrage)
- 1912 A Bear Escape (it) de Mack Sennett (court métrage) : le bandit
- 1912 Pat's Day Off (it) de Mack Sennett (court métrage) (non confirmé)
- 1912 A Midnight Elopement (it) de Mack Sennett (court métrage)
- 1912 Mabel's Adventures (en) de Mack Sennett (court métrage) : le magicien
- 1912 Hoffmeyer's Legacy (en) de Mack Sennett (court métrage) : Hoffmeyer
- 1913 Saving Mabel's Dad (it) de Mack Sennett (court métrage) (non confirmé)
- 1913 A Double Wedding (it) de Mack Sennett (court métrage) (non confirmé)
- 1913 The Cure That Failed (it) de Mack Sennett (court métrage) : George - le buveur
- 1913 How Hiram Won Out (it) de Mack Sennett (court métrage)
- 1913 For Lizzie's Sake (it) de Mack Sennett (court métrage) : le méchant
- 1913 The Mistaken Masher (it) de Mack Sennett (court métrage) : George
- 1913 The Deacon Outwitted (it) de Mack Sennett (court métrage)
- 1913 The Elite Ball (it) de Mack Sennett (court métrage) : Uke, un artiste
- 1913 Just Brown's Luck (it) de Mack Sennett (court métrage) : A Friend
- 1913 Just Brown's Luck (it) de Mack Sennett (court métrage) : Mack's Commander
- 1913 The Stolen Purse (it) de Mack Sennett (court métrage) : Chief
- 1913 The Jealous Waiter de Mack Sennett (court métrage) (non confirmé)
- 1913 Mabel's Heroes (it) de Mack Sennett (court métrage) (non confirmé)
- 1913 Her Birthday Present (it) de Mack Sennett (court métrage) : The Police Chief
- 1913 Deux bons copains (it) (Heinze's Resurrection) de Mack Sennett (court métrage) : Heinze
- 1913 A Landlord's Troubles (it) de Mack Sennett (court métrage) : l'italien
- 1913 The Professor's Daughter (it) de Mack Sennett (court métrage) : The Professor
- 1913 A Red Hot Romance (it) de Mack Sennett (court métrage) : Anton
- 1913 A Doctored Affair (it) de Mack Sennett (court métrage) (non confirmé)
- 1913 The Sleuth's Last Stand (it) de Mack Sennett (court métrage) : Cavalry Officer
- 1913 A Deaf Burglar (it) de Henry Lehrman (court métrage) : Society Party Guest
- 1913 The Sleuths at the Floral Parade (it) de Mack Sennett (court métrage) : l'homme
- 1913 Mabel en soirée de Mack Sennett (court métrage) : Meyer
- 1913 The Two Widows de Henry Lehrman (court métrage) : Schnitzel
- 1913 Foiling Fickle Father de Henry Lehrman (court métrage) (non confirmé)
- 1913 The Man Next Door de Mack Sennett (court métrage) : Meyer
- 1913 Love and Pain de Henry Lehrman (court métrage) : Jones
- 1913 A Wife Wanted (en) de Mack Sennett (court métrage) : Ruben
- 1913 The Chief's Predicament de Mack Sennett (court métrage) : The Chief of Police
- 1913 On His Wedding Day de Mack Sennett (court métrage) : Krause - the Bridegroom
- 1913 The Land Salesman de Henry Lehrman (court métrage)
- 1913 Hide and Seek de Mack Sennett (court métrage) : The Police Chief
- 1913 Those Good Old Days de Mack Sennett (court métrage) : The Jester
- 1913 Father's Choice (it) de Henry Lehrman (court métrage)
- 1913 A Game of Poker de Mack Sennett (court métrage) : Schmidt
- 1913 A Life in the Balance de Mack Sennett (court métrage) : The Landlord
- 1913 Murphy's I.O.U. de Henry Lehrman (court métrage) (non confirmé)
- 1913 A Fishy Affair de Mack Sennett (court métrage) : Perkins
- 1913 The New Conductor de Mack Sennett (court métrage) : le chauffeur
- 1913 His Chum the Baron (en) de Mack Sennett (court métrage) : Baron von Sneezer
- 1913 That Ragtime Band de Mack Sennett (court métrage) : professeur Smelts
- 1913 His Ups and Downs de Mack Sennett (court métrage) : Schnitzel
- 1913 Mabel's Awful Mistake de Mack Sennett (court métrage) : Smith
- 1913 Their First Execution de Mack Sennett (court métrage) : le premier député
- 1913 The Foreman of the Jury (en) de Mack Sennett (court métrage) : Jones - l'étranger dans le Jury
- 1913 Toplitsky and Company de Henry Lehrman (court métrage) : Toplitsky's Partner
- 1913 Barney Oldfield's Race for a Life de Mack Sennett (court métrage) : le méchant
- 1913 The Hansom Driver de Mack Sennett (court métrage) : The Driver's Rival
- 1913 The Speed Queen de Mack Sennett (court métrage) : le flic
- 1913 Mabel et le Caramel (en) (The Waiters' Picnic) de Mack Sennett (court métrage) : Louis - le chef
- 1913 Out and In de Henry Lehrman (court métrage) : A Convict
- 1913 Peeping Pete de Mack Sennett (court métrage) : Neighbor's Husband
- 1913 A Bandit de Mack Sennett (court métrage) : le bandit (non confirmé)
- 1913 His Crooked Career de Mack Sennett (court métrage) : Schmaltz
- 1913 For the Love of Mabel de Henry Lehrman (court métrage) (non confirmé)
- 1913 Rastus and the Game Cock de Mack Sennett (court métrage) : Rastus
- 1913 Safe in Jail (en) de Mack Sennett (court métrage) : The Constable
- 1913 Love and Rubbish de Henry Lehrman (court métrage) : Mr. Fickle
- 1913 The Peddler de Henry Lehrman (court métrage) : The Peddler
- 1913 Love and Courage (en) de Henry Lehrman (court métrage) (non confirmé)
- 1913 Just Kids de Henry Lehrman (court métrage) : l'homme sur le banc
- 1913 Le Voisin de Mabel (en) (Professor Bean's Removal) de Henry Lehrman (court métrage) : professeur Bean
- 1913 A Game of Pool de Wilfred Lucas (court métrage) : Schmidt
- 1913 The Firebugs de Mack Sennett (court métrage) : Cohen
- 1913 Baby Day de Wilfred Lucas (court métrage)
- 1913 Mabel fait du cinéma (Mabel's Dramatic Career) de Mack Sennett (court métrage) : l'acteur jouant le méchant
- 1913 The Fatal Taxicab (en) de Mack Sennett (court métrage) : Egbert Throckmorton
- 1913 When Dreams Come True (en) de Mack Sennett (court métrage) : The Peddler
- 1913 The Bowling Match de Mack Sennett (court métrage) : Kraut
- 1913 Schnitz the Tailor de Mack Sennett (court métrage) : Schnitz, le tailleur
- 1913 A Healthy Neighborhood de Mack Sennett (court métrage) : Dr. Noodles
- 1913 Mabel aux courses (The Speed Kings) de Wilfred Lucas (court métrage) : Papa
- 1913 Love Sickness at Sea de Mack Sennett (court métrage) : le captaine du bateau
- 1913 A Small Time Act de George Nichols (court métrage) : le Rajah
- 1913 Wine (en) de George Nichols (court métrage) : The Diner
- 1913 A Muddy Romance de Mack Sennett (court métrage) : le méchant
- 1913 Cohen Saves the Flag (en) de Mack Sennett (court métrage) : Sgt. Cohen
- 1913 The Gusher de Mack Sennett (court métrage) : Oil Well Buyer
- 1913 His Sister's Kids (en) de George Nichols (court métrage) : The Police Chief
- 1913 A Bad Game de Mack Sennett (court métrage) : The Card Cheat
- 1913 Zuzu, the Band Leader de Mack Sennett (court métrage) : Zuzu
- 1913 Some Nerve (en) de Mack Sennett (court métrage) : le mari
- 1914 Love and Dynamite de Mack Sennett (court métrage) : l’homme
- 1914 Les Bandits du village (In the Clutches of the Gang) de George Nichols (court métrage) : le chef Tehiezel
- 1914 Too Many Brides de Mack Sennett (court métrage) : le prétendant
- 1914 Double Crossed de Ford Sterling (court métrage) : Schemer
- 1914 A Robust Romeo de George Nichols (court métrage)
- 1914 Baffles, Gentleman Burglar de Henry Lehrman (court métrage) : le chef de la police
- 1914 La Course au voleur (A Thief Catcher) (court métrage) : Suspicious John (non confirmé)
- 1914 Charlot et le Parapluie (Between Showers) de Henry Lehrman (court métrage) : le rival
- 1914 A False Beauty de Ford Sterling : le soupirant
- 1914 The Sea Nymphs de Fatty Arbuckle
- 1914 Charlot danseur (Tango Tangles) de Mack Sennett (court métrage) : le chef du groupe
- 1914 Across the Hall de Mack Sennett et Ford Sterling (court métrage)

#### Sterling Film Company
- 1914 Love and Vengeance de Henry Lehrman (court métrage)
- 1914 The Fatal Wedding (court métrage)
- 1914 Sergeant Hofmeyer de Henry Lehrman (court métrage) Sgt. Hofmeyer
- 1914 Papa's Boy de Henry Lehrman (court métrage)
- 1914 Hearts and Swords de Henry Lehrman (court métrage)

#### Keystone
- 1915 Hogan's Romance Upset (en) de Charles Avery (court métrage) Fight Spectator (non crédité)
- 1915 Fatty et Mabel à l'opéra (en) (That Little Band of Gold) de Roscoe Arbuckle (court métrage) : Gassy Gotrox (non crédité)
- 1915 Our Dare-Devil Chief de Charley Chase (court métrage) : le chef de la police
- 1915 He Wouldn't Stay Down de Charley Chase (court métrage) : le mari
- 1915 Court House Crooks (court métrage) : le District Attorney
- 1915 Dirty Work in a Laundry (court métrage) : le misérable désespéré
- 1915 Only a Messenger Boy de Frank Griffin et Ford Sterling (court métrage)
- 1915 His Father's Footsteps de Charley Chase et Ford Sterling (court métrage)
- 1915 Fatty au théâtre (Fatty and the Broadway Stars) de Roscoe Arbuckle (court métrage)
- 1915 The Hunt de Mack Sennett et Ford Sterling (court métrage)
- 1916 The Snow Cure d'Arvid E. Gillstrom (court métrage)
- 1916 His Pride and Shame de Charley Chase et Ford Sterling (court métrage)
- 1916 His Wild Oats de Clarence G. Badger et Ford Sterling (court métrage)
- 1916 His Lying Heart de Charles Avery et Ford Sterling (court métrage)
- 1917 Done in Oil de Charles Avery (court métrage)
- 1917 Stars and Bars (en) de Victor Heerman (court métrage)
- 1917 Pinched in the Finish de Harry Williams (court métrage)
- 1917 A Maiden's Trust de Victor Heerman et Harry Williams (court métrage)
- 1917 Her Torpedoed Love de Frank Griffin (court métrage) Reginald Scuttle, the Conniving Butler7

#### Mack Sennett Comedies
- 1918 Her Screen Idol d’Edward F. Cline (court métrage)
- 1918 The Summer Girls d’Edward F. Cline (court métrage)
- 1918 Beware of Boarders de Fred Hibbard (court métrage)
- 1919 Fools and Duels de Henry Lehrman (court métrage) pour la L-KO Kompany
- 1919 East Lynne with Variations d'Edward F. Cline (court métrage)
- 1919 Yankee Doodle in Berlin de F. Richard Jones : le Kaiser
- 1919 Among Those Present de Ray Grey et Erle C. Kenton (court métrage) : A First Nighter
- 1919 The Little Widow de Bert Roach et Malcolm St. Clair (court métrage) : le mari de la veuve
- 1919 Why Beaches Are Popular de F. Richard Jones (court métrage)
- 1919 Hearts and Flowers d'Edward F. Cline (court métrage) A Leader of Men
- 1919 Trying to Get Along de F. Richard Jones (court métrage)
- 1919 Treating 'Em Rough de Fred Jackman (court métrage)
- 1919 Uncle Tom Without a Cabin d'Edward F. Cline et Ray Hunt (court métrage)
- 1919 Salome vs. Shenandoah de Ray Grey et Ray Hunt (court métrage)
- 1919 His Last False Step de F. Richard Jones (court métrage)
- 1919 A Lady's Tailor de Ray Grey et Erle C. Kenton (court métrage) A temperamental modiste
- 1920 Hot Stuff de Ford Sterling (court métrage) pour la Christie Film Company
- 1920 Ten Dollars or Ten Days de ??? (court métrage)
- 1920 Fresh from the City de Walter Wright (court métrage)
- 1920 By Golly! de Charles Murray (court métrage)
- 1920 Married Life d'Erle C. Kenton : Art patron
- 1920 Great Scott! de Charles Murray (court métrage)
- 1920 Don't Weaken! de Malcolm St. Clair (court métrage) Prof. Yonson - le professeur de danse
- 1920 His Youthful Fancy d'Erle C. Kenton (court métrage)
- 1920 Movie Fans d'Erle C. Kenton (court métrage)
- 1920 Fickle Fancy d'Erle C. Kenton (court métrage)
- 1920 Love, Honor and Behave! d'Erle C. Kenton et F. Richard Jones : Milton Robin, a Haberdasher

#### Divers
- 1921 Watch Your Husbands de ??? (court métrage)
- 1921 A Seminary Scandal de ???(court métrage)
- 1921 A Pyjama Marriage de ??? (court métrage)
- 1921 The Unhappy Finish de James D. Davis (court métrage)
- 1922 Oh, Mabel Behave de Mack Sennett : Squire Peachem
- 1922 The Strangers' Banquet (en) de Marshall Neilan : Al Norton
- 1923 : La Bouteille enchantée (The Brass Bottle), de Maurice Tourneur : Rapkin
- 1923 : La Brebis égarée (The Spoilers), de Lambert Hillyer : 'Slapjack' Simms
- 1923 Destroying Angel de W.S. Van Dyke : Max Weil
- 1923 The Day of Faith de Tod Browning : Montreal Sammy
- 1924 Capricciosa (Wild Oranges) de King Vidor Paul Halvard
- 1924 The Galloping Fish de Del Andrews : George Fitzgerald
- 1924 The Woman on the Jury (en) de Harry O. Hoyt : un juré
- 1924 For the Love of Mike de Malcolm St. Clair (court métrage)
- 1924 Love and Glory de Rupert Julian : Emile Pompaneau
- 1924 Larmes de clown (He Who Gets Slapped) de Victor Sjöström : Tricaud
- 1924 Mon grand (So Big) de Charles Brabin : Jacob Hoogenduck
- 1925 Daddy's Gone A-Hunting de Frank Borzage : Oscar
- 1925 My Lady's Lips de James P. Hogan : Smike
- 1925 : Lorsqu'on est trois (The Trouble with Wives) de Malcolm St. Clair : Al Hennessey
- 1925 Steppin' Out (en) de Frank R. Strayer : John Durant
- 1925 Vedette d'Allan Dwan : Buck
- 1926 Mike de Marshall Neilan : Tad
- 1926 : Vénus moderne (The American Venus) de Frank Tuttle : Hugo Niles
- 1926 : L'Ombre qui descend (The Road to Glory) d'Howard Hawks : James Allen
- 1926 Miss Brewster's Millions de Clarence G. Badger : Ned Brewster
- 1926 Good and Naughty de Malcolm St. Clair : Bunny West
- 1926 Moi (The Show Off) de Malcolm St. Clair : Aubrey Piper
- 1926 Everybody's Acting de Marshall Neilan : Michael Poole
- 1926 Stranded in Paris d'Arthur Rosson : Comte Pasada
- 1927 Casey at the Bat de Monte Brice : O'Dowd
- 1927 : Drums of the Desert de John Waters : Perkins
- 1927 The Trunk Mystery (en) de Frank Hall Crane : Jeff
- 1927 Pour l'amour de Mike (For the Love of Mike) de Frank Capra : Herman Schultz
- 1927 Mon patron et moi (Figures Don't Lie) de A. Edward Sutherland : 'Howdy' Jones
- 1928 Wife Savers de Ralph Ceder : Tavern Keeper
- 1928 Les hommes préfèrent les blondes de Malcolm St. Clair : Gus Eisman
- 1928 Sporting Goods de Malcolm St. Clair : Mr. Jordan
- 1928 Chicken à la King de Henry Lehrman : Horace Trundle
- 1928 Oh Kay! de Mervyn LeRoy : Shorty McGee
- 1929 The Fall of Eve de Frank R. Strayer : Mr. Mack
- 1929 The Girl in the Show d'Edgar Selwyn : Ed Bondell
- 1929 The Fatal Forceps de William Watson (court métrage) : le dentiste
- 1929 Sally de John Francis Dillon : 'Pops' Shendorff
- 1930 Spring Is Here de John Francis Dillon : Peter Braley
- 1930 Show Girl in Hollywood de Mervyn LeRoy : Sam Otis, le producteur
- 1930 Bride of the Regiment de John Francis Dillon : Tangy
- 1930 Kismet de John Francis Dillon : Amru
- 1930 Our Nagging Wives d'Arvid E. Gillstrom (court métrage)
- 1931 Come to Papa de William Watson (court métrage)
- 1931 The Foolish Forties de William Watson (court métrage)
- 1931 Stout Hearts and Willing Hands de Bryan Foy (court métrage) (comme original Keystone Cop)
- 1931 Trouble from Abroad de Mark Sandrich (court métrage)
- 1931 Auto Intoxication d'Albert Ray (court métrage)
- 1931 Her Majesty, Love de William Dieterle Otmar von Wellingen
- 1933 Alice au pays des merveilles (Alice in Wonderland) de Norman Z. McLeod : White King
- 1935 Behind the Green Lights de Christy Cabanne : Max Schultz
- 1935 The Headline Woman (en) de William Nigh : Hugo Meyer
- 1935 Black Sheep d'Allan Dwan : Mather
- 1935 A Quiet Fourth de Fred Guiol (court métrage) (non confirmé)
- 1935 Keystone Hotel (en) de Ralph Staub : Sterling, le chef de la police
- 1936 All Business de Jean Yarbrough (court métrage) : King
- 1936 Framing Father de Leslie Goodwins (court métrage)
- 1937 Many Unhappy Returns de Charles E. Roberts (court métrage) : le mari

### En tant que réalisateur
- 1914 Double Crossed (court métrage)
- 1914 La Course au voleur (A Thief Catcher) (court métrage)
- 1914 A False Beauty
- 1914 Across the Hall (court métrage)
- 1915 Only a Messenger Boy (court métrage)
- 1915 His Father's Footsteps (court métrage)
- 1915 The Hunt (court métrage)
- 1916 His Pride and Shame (court métrage)
- 1916 His Wild Oats (court métrage)
- 1916 His Lying Heart (court métrage)
- 1920 Hot Stuff (court métrage)
- 1921 Standing Pat (court métrage)
- 1922 Oh, Mabel Behave (non crédité)